# Tizonazo
Tizonazo (San José Del Tizonazo, El Tizonazo), nekadašnje selo (pueblo) Tepehuane Indijanaca u Durangu, koje je prema Orozco y Berra, bilo naseljeno pripadnicima plemena Salineros i Cabezas do njihovog učestvovanja u ustanku Tobosa kada su uništeni. Pueblo je kasnije ponovno naseljen pripadnicima plemena Ópata iz Uresa u Sonori.
Današnje naselje naziva se El Tizonazo i pripada općini Indé.